# Misa de San Gregorio

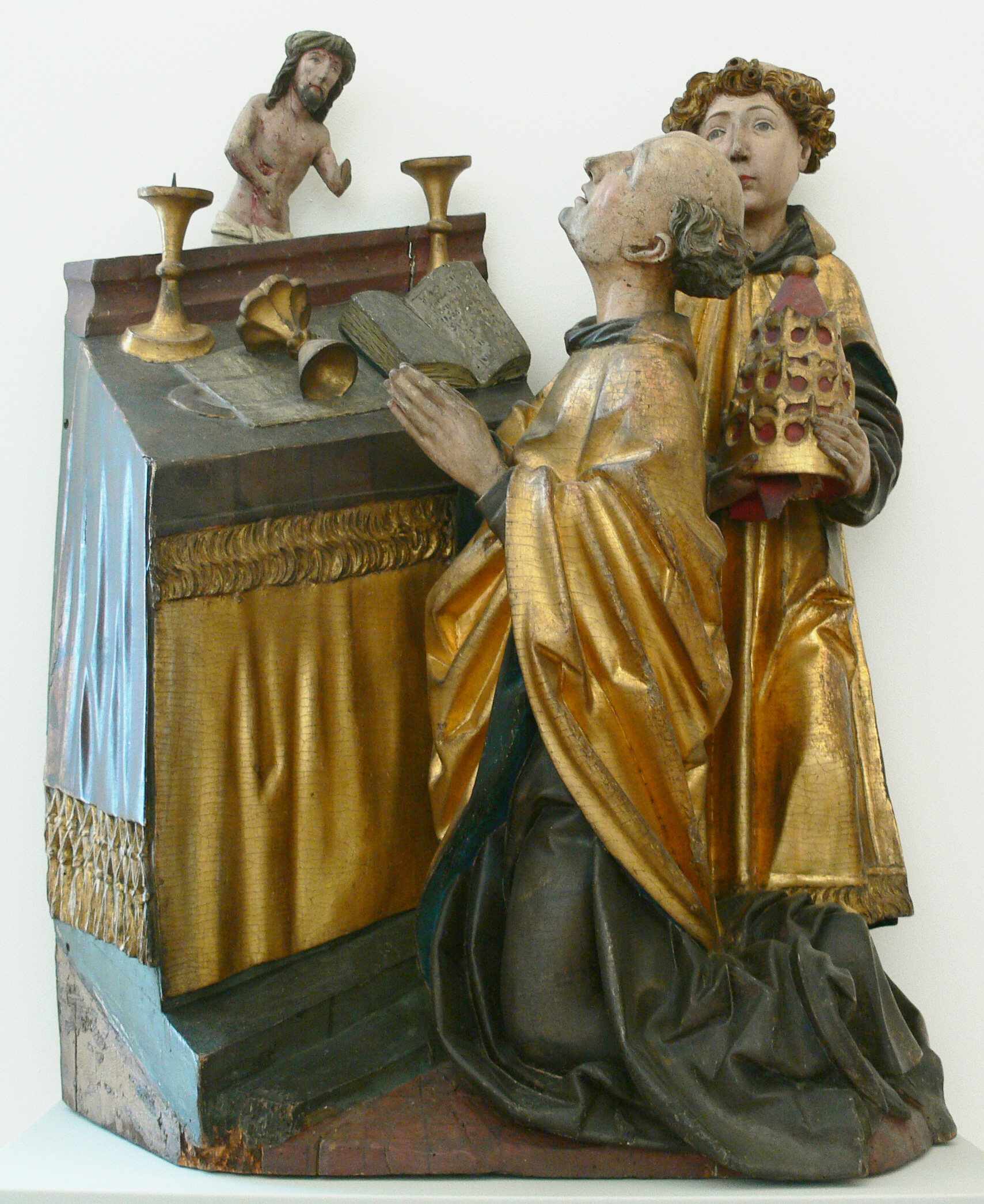
Una versión esculpida de la Misa. Alemania, 1480

La misa de San Gregorio es un tema del arte católico que aparece por primera vez a finales de la Edad Media. En él se muestra al papa Gregorio I (c. 540–604) que, mientras celebra el Santo Sacrificio de la misa, tiene una visión de Cristo como el varón de dolores, en el altar frente a él, en respuesta a las oraciones del papa que ha pedido una señal para convencer a un fiel que duda de la doctrina de la transubstanciación.

## Historia del relato y la imagen
La primera versión de la historia se encuentra en la biografía del papa Gregorio escrita por Pablo el Diácono en el siglo VIII, repetida en el siglo siguiente por Juan el Diácono. En esta versión, el papa decía misa cuando una mujer presente comenzó a reírse en el momento de la Comunión y le dijo a una compañera que no podía creer que el pan fuera Cristo, ya que ella misma lo había cocido. El papa oró pidiendo una señal y la sagrada hostia se convirtió en un dedo sangrante.

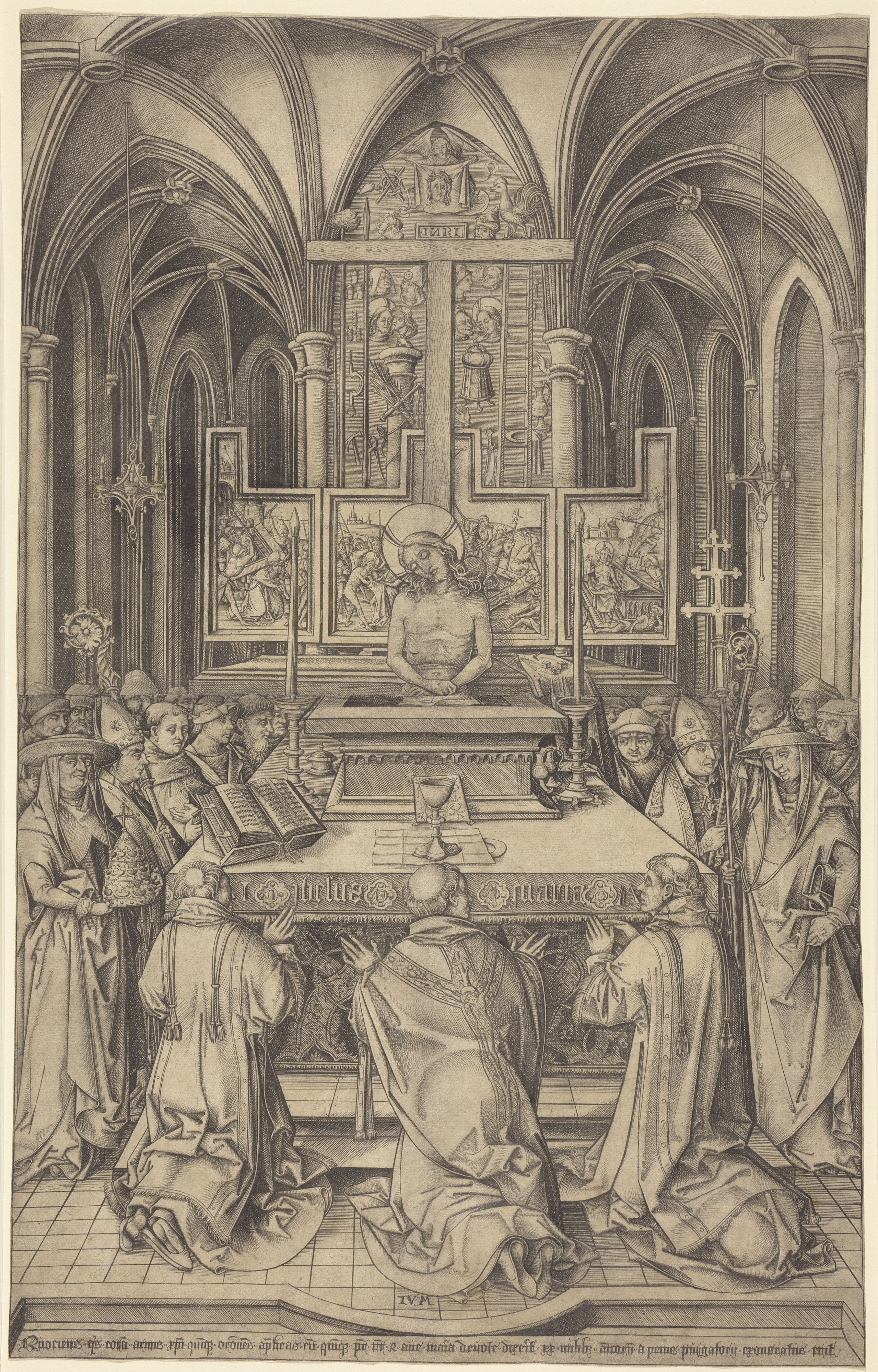
El mayor de 10 grabados por Israhel van Meckenem, 1490, con un texto en la parte baja que anuncia una indulgencia de 20 000 años.

Esta historia se conserva en la La leyenda dorada, una recopilación popular del siglo XIII escrita por Santiago de la Vorágine, pero otras versiones combinan la leyenda con otras historias, de forma que el dedo se transforma en la persona de Cristo sobre el altar y el que duda resulta ser uno de los diáconos que asisten al papa en la celebración de la misa.
La historia apenas se representó en el arte hasta el Año Jubilar de 1350, cuando los peregrinos llegados a Roma vieron un icono bizantino, la Imago Pietatis, en la basílica romana de la Santa Cruz de Jerusalén, que se afirma que se realizó en el momento en que se producía la visión como una verdadera representación de aquel hecho milagroso. La figura de Cristo en ese icono sería la imagen típica de los modelos bizantinos del Varón de dolores, de medio cuerpo, con las manos cruzadas y la cabeza inclinada al lado izquierdo del espectador. Según Gertrud Schiller y los estudiosos alemanes que ella cita, este icono se ha perdido, pero se conoce por muchas copias, incluido un pequeño mosaico de alrededor de 1300 que reproduce el icono bizantino, ahora en Santa Cruz. Esta imagen parece haber tenido, tal vez inicialmente solo para el Jubileo, una indulgencia papal de 14 000 años otorgada para oraciones dichas en su presencia. Esta forma de la imagen, convertida en un más convencional Varón de dolores occidental, que se eleva desde el tabernáculo en el altar en una caja con forma de tumba con los Arma Christi a su alrededor, se hizo popular en toda Europa, especialmente al norte de los Alpes. Se representa como un retablo en miniaturas, en manuscritos iluminados y en otros medios; a menudo aparecía en libros de horas, generalmente al comienzo de las Horas de la Cruz o Salmos Penitenciales.
La fuerte conexión de la imagen con las indulgencias también se mantuvo, generalmente no autorizada. En 1500 hubo otro año jubilar y el tiempo que medió entre uno y otro jubileo quizá fuese el de mayor popularidad de la imagen.
La iconografía es uno de una serie de ejemplos en los que imágenes destacadas de Andachtsbilder, como el Varón de dolores destinado a la meditación personal intensa, se integran en composiciones monumentales para exhibirlas de manera prominente. El diácono se muestra invariablemente, y en composiciones más grandes a menudo hay una multitud de cardenales, asistentes y adoradores, a menudo con un retrato del donante incluido. A veces, el cáliz del altar se llena de sangre que brota de la herida en el costado de Cristo.  La cabeza inclinada a la izquierda del mosaico en Roma generalmente se conserva en forma modificada. A veces, Cristo es de cuerpo entero, y puede parecer que está avanzando hacia el altar en versiones posteriores.
Hubo varios grabados que a menudo fueron copiados por artistas, en particular diez grabados diferentes del tema por Israhel van Meckenem y un grabado en madera por Alberto Durero de 1511. La pintura azteca con la fecha más antigua es una misa de 1539 (ver galería) siguiendo una de las impresiones de indulgencia de van Meckenem (no la ilustrada).

## Galería

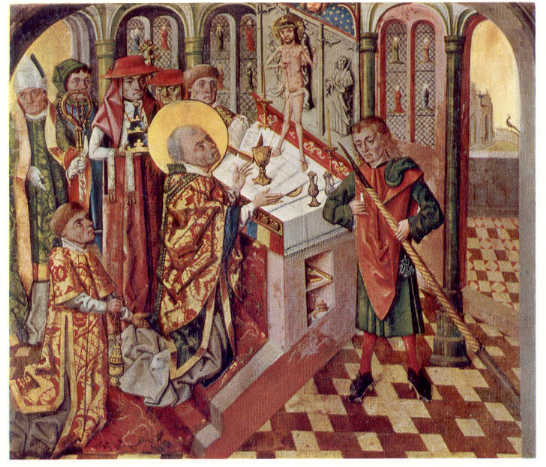
Misa de San Gregorio del Altar principal de la Catedral de Aarhus (Dinamarca), obra de  Bernt Notke
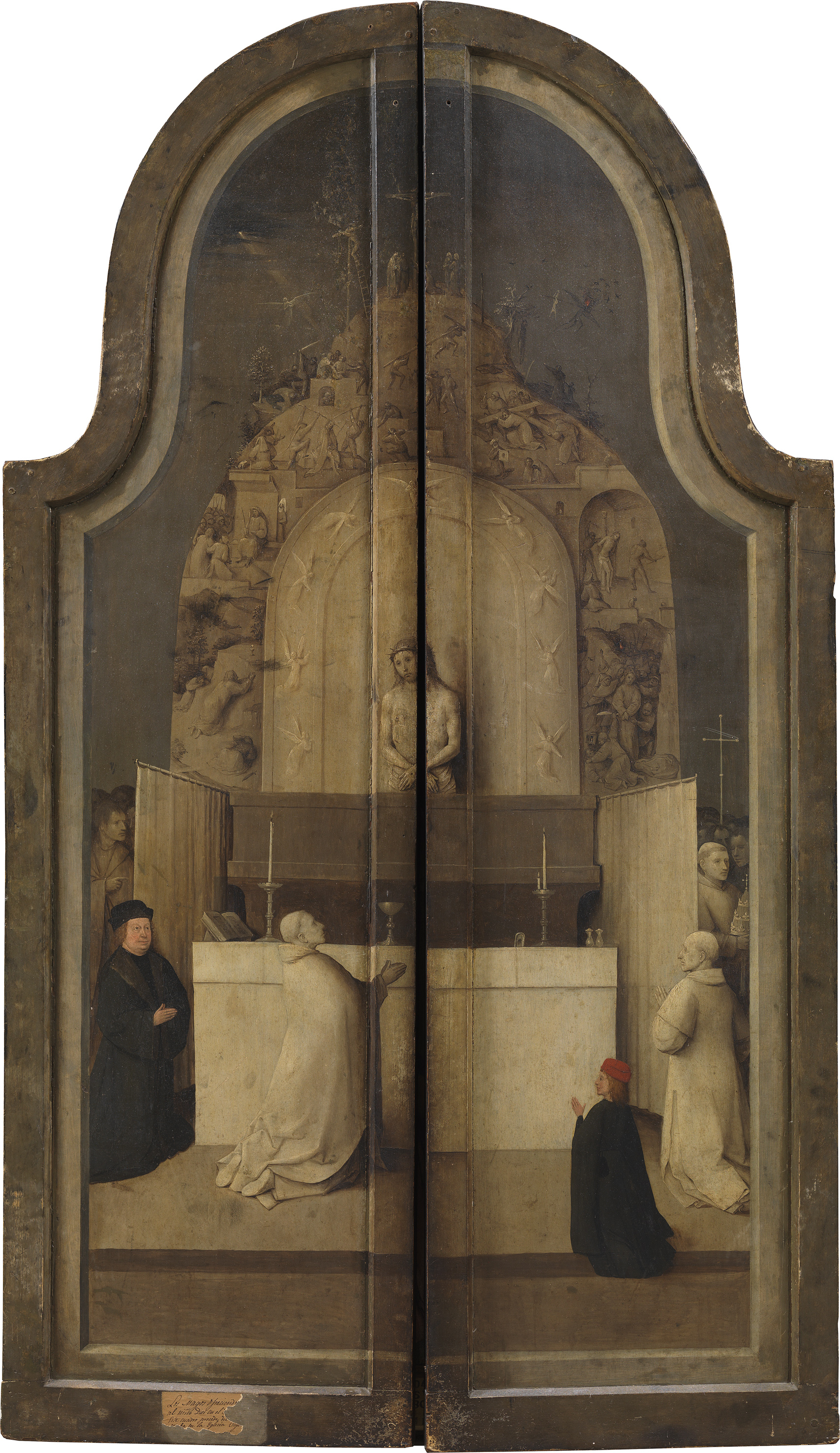
La misa de San Gregorio, del Bosco. Pintado en las caras exteriores del tríptico de la Adoración de los Magos en el Prado
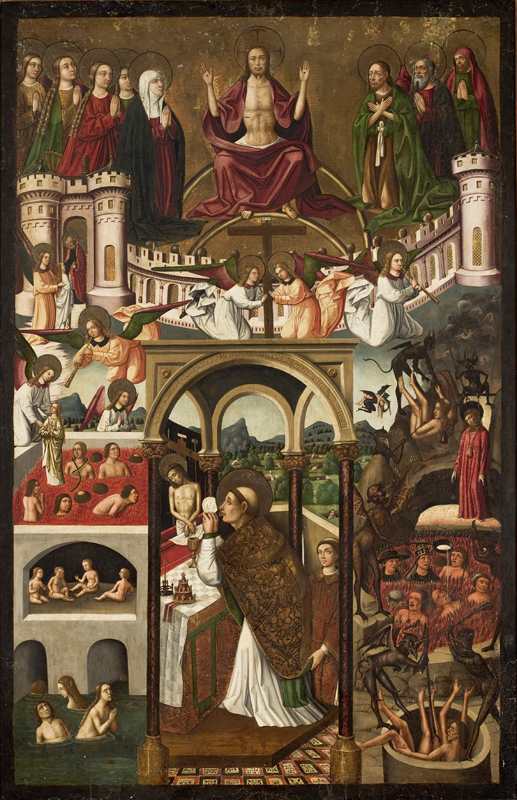
La misa de San Gregorio, como parte de un Juicio Final del Maestro de Artés.
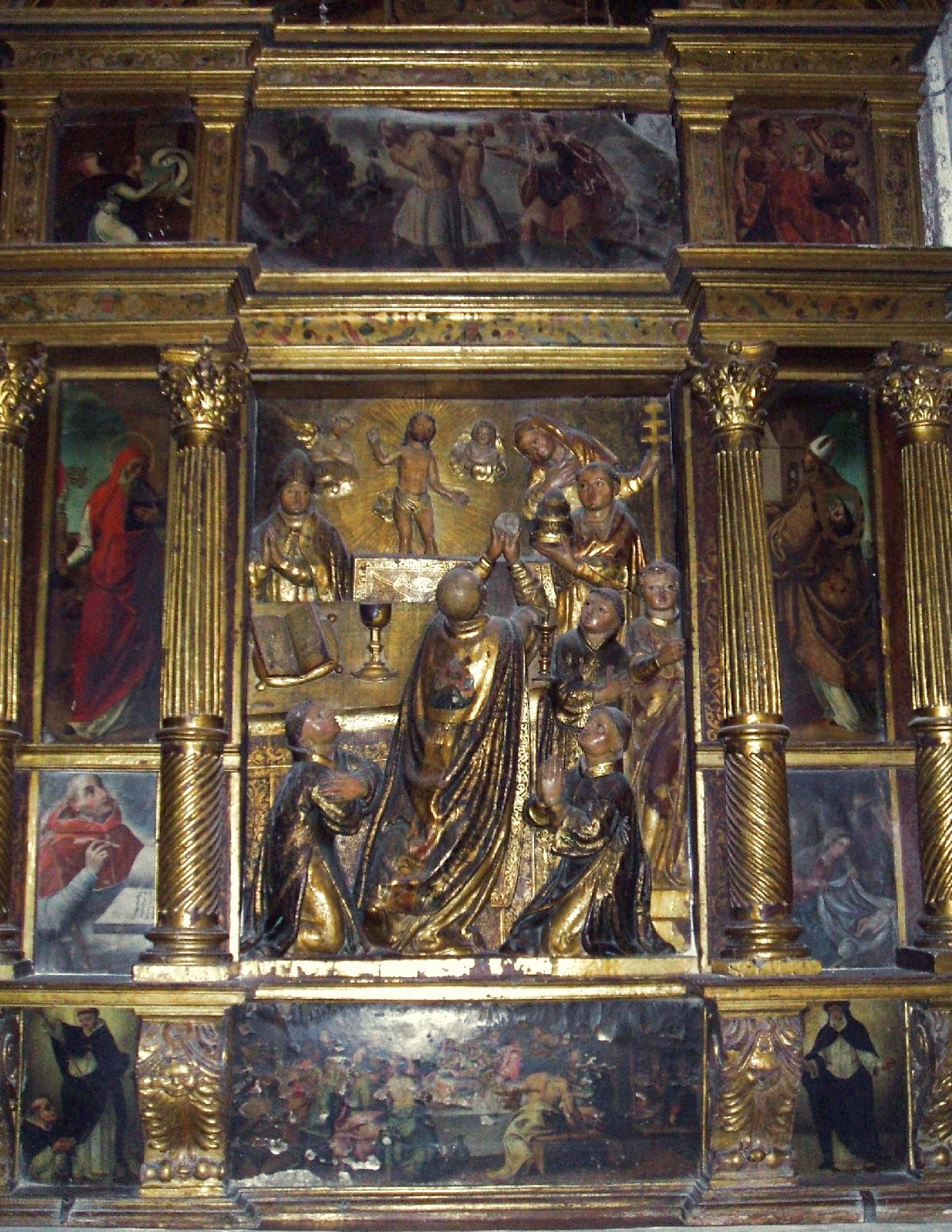
Retablo de la misa de San Gregorio, en la colegiata de San Antolín de Medina del Campo. No debe confundirse con otro retablo del mismo tema en la Capilla de San Gregorio de la Catedral de San Antolín de Palencia.
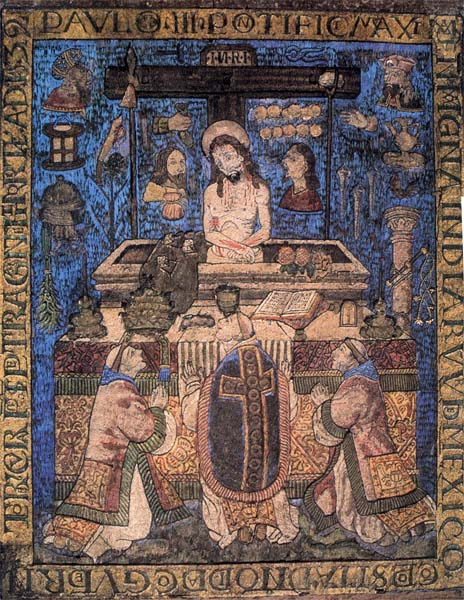
Pieza novohispana de arte plumario atribuida a Diego de Alvarado Huanitzin (sobrino y yerno de Moctezuma II), ofrenda al papa Paulo III (1539).
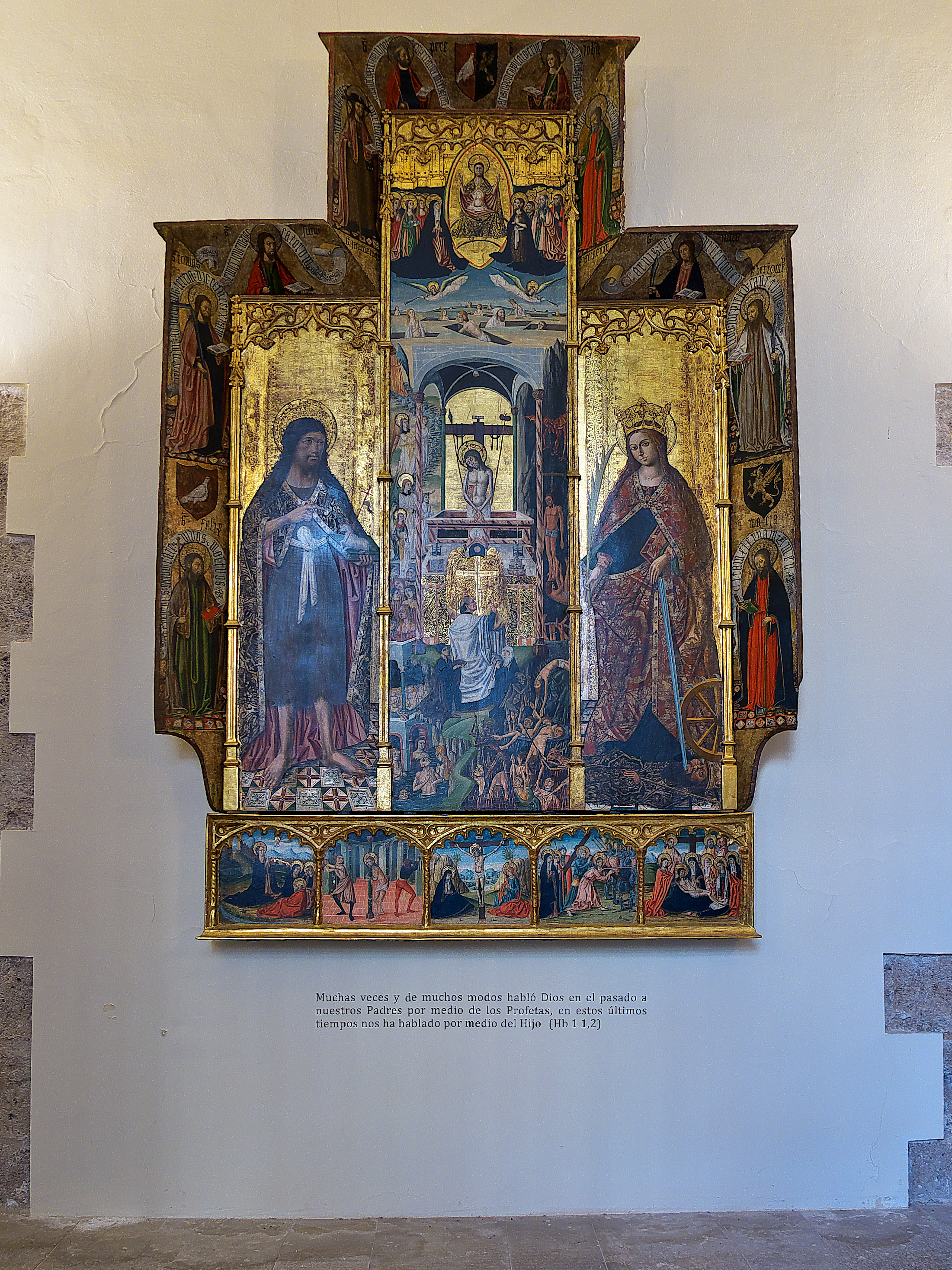
Retablo de almas, con la Misa de San Gregorio como representación central, obra del Maestro de Perea (finales del siglo XV), se conserva en el Museo Catedralicio de Segorbe
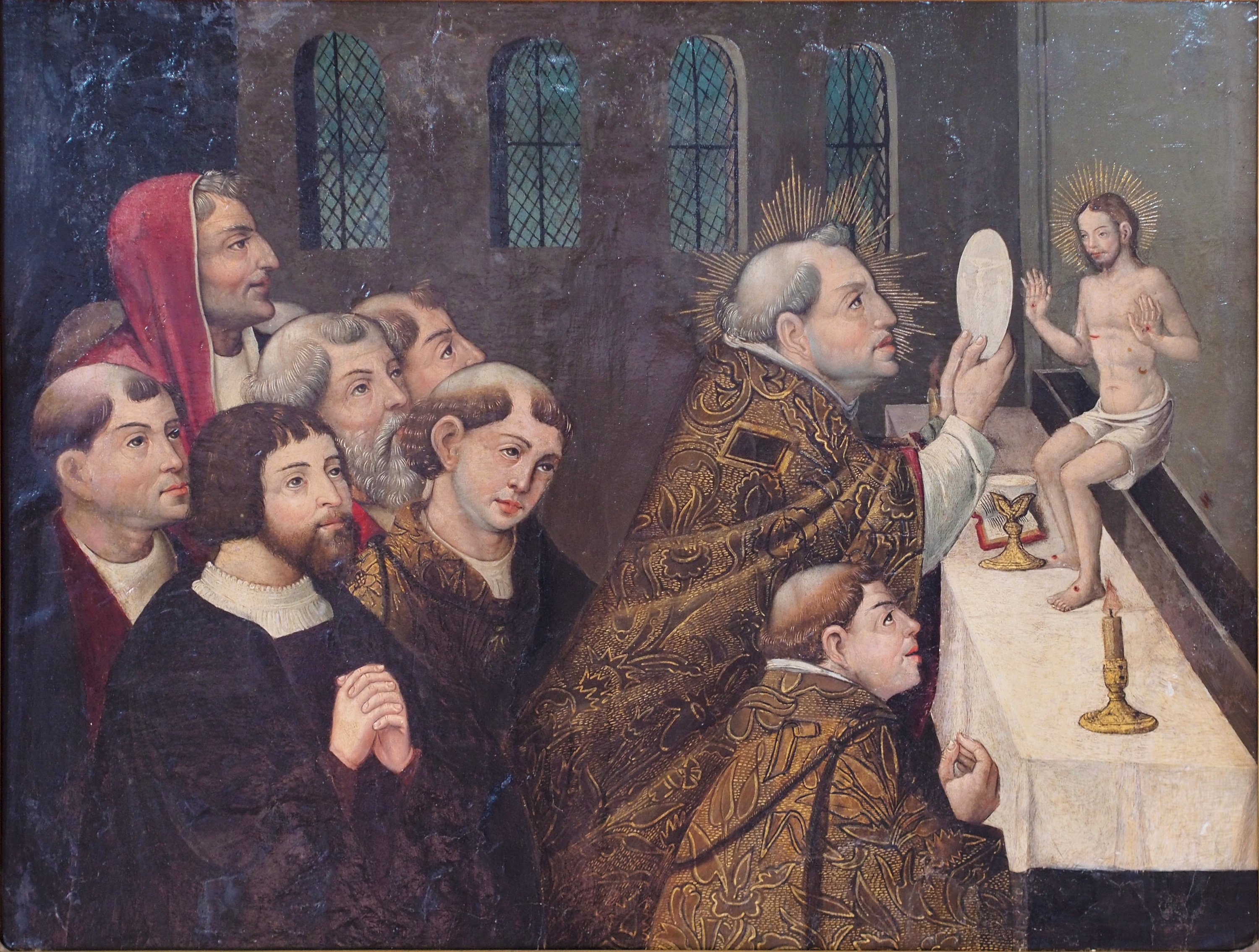
Pintura al óleo de la Misa de San Gregorio, obra de Antonio Vázquez (c. 1485-1563), se conserva en el Museo de Valladolid.
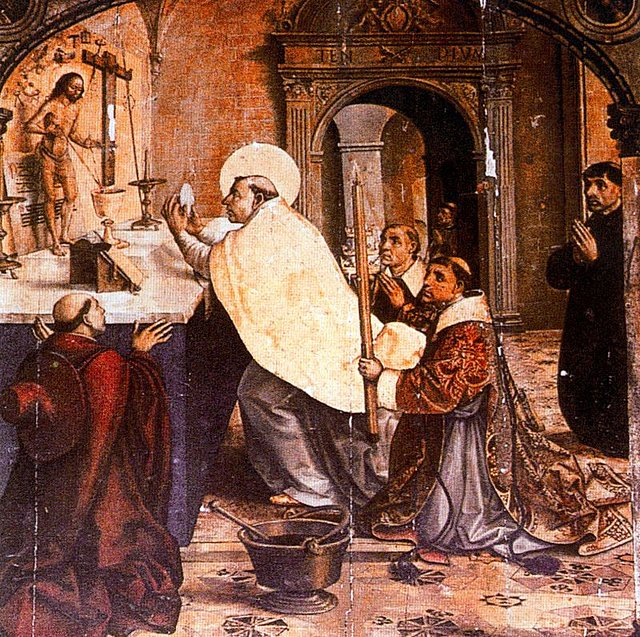
Óleo sobre tabla (entre 1495 y 1499), que muestra el milagro ocurrido a San Gregorio mientras celebraba misa, obra de Pedro Berruguete, se conserva en la Catedral de Segovia.
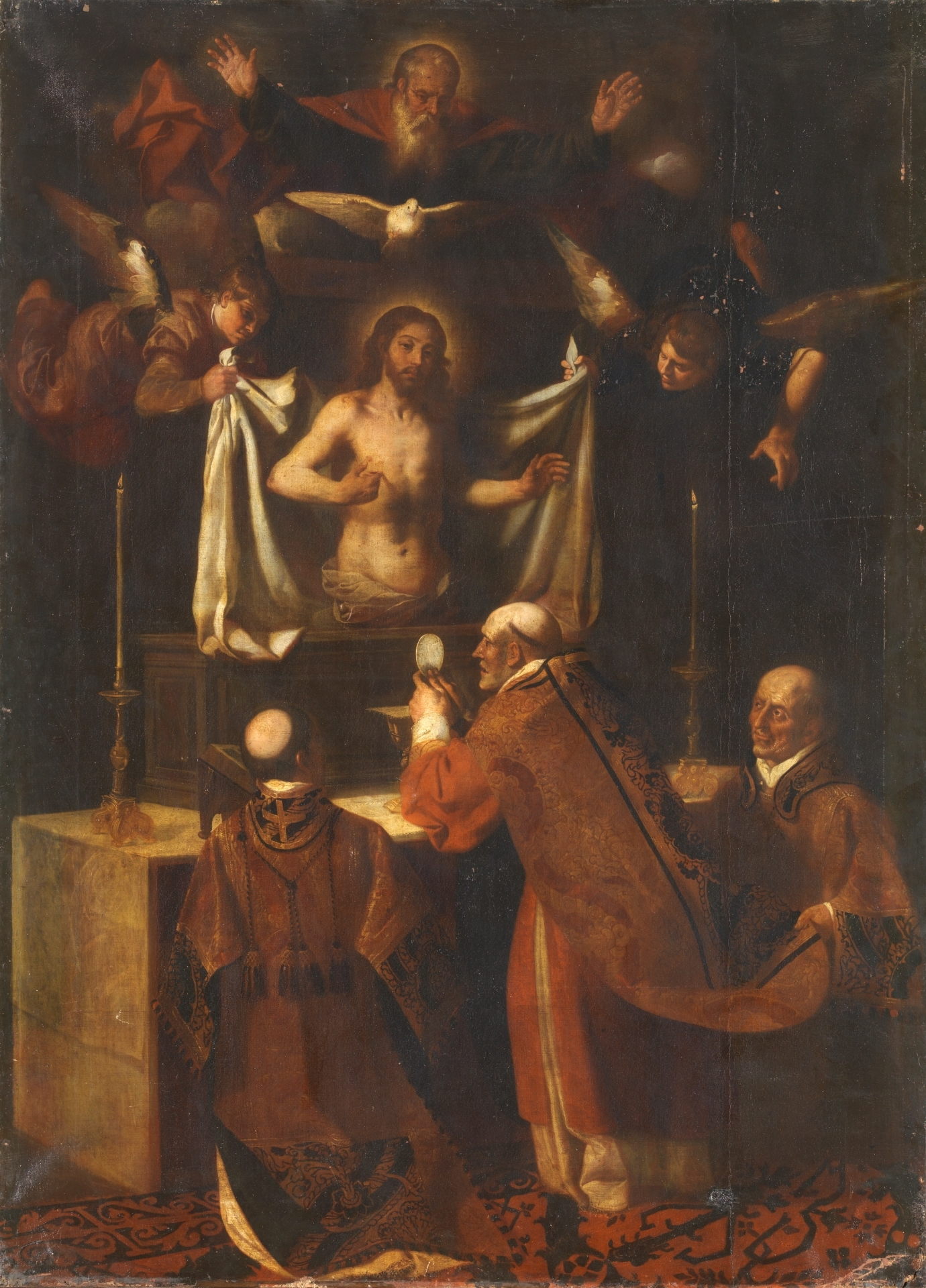
La misa de San Gregorio, óleo sobre lienzo, obra de Jerónimo Jacinto Espinosa (1600-1667), se conserva en el museo del Prado
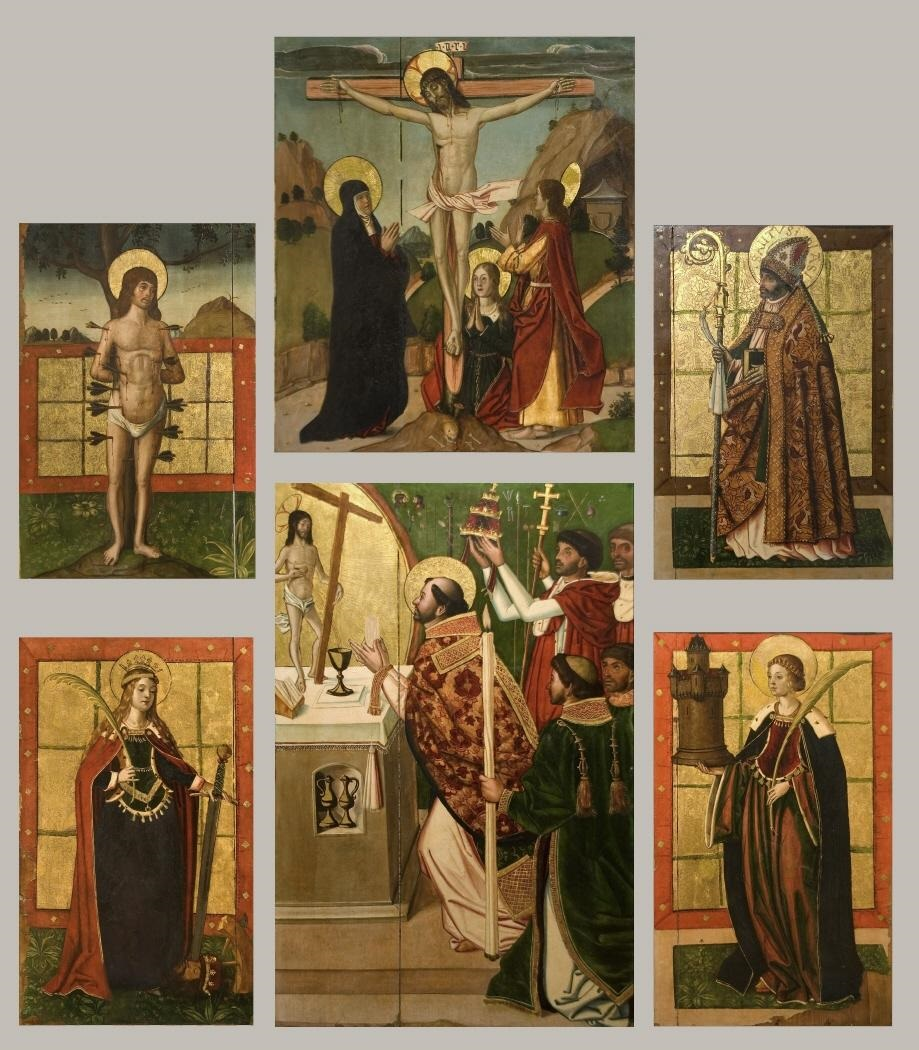
Retablo de la Misa de San Gregorio, óleo sobre tabla (c. 1476-1525), atribuido a Juan González de Becerril, se conserva en el Museo de Santa Cruz de Toledo. En las calles laterales representa: a la izquierda  san Sebastián y debajo santa Catalina de Alejandría; a la derecha, san Blas, y debajo santa Bárbara
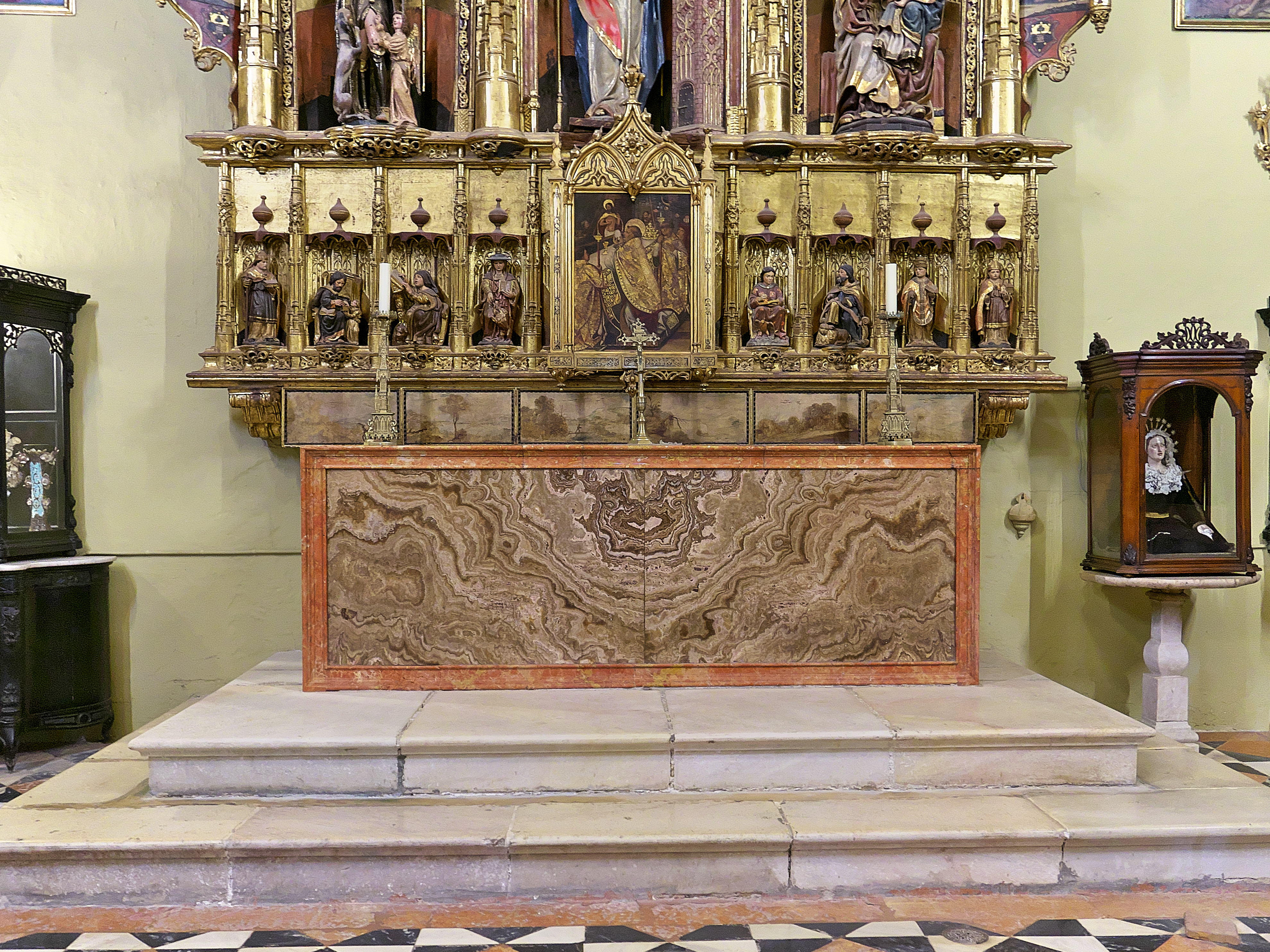
La Misa de San Gregorio, panel central del banco del retablo de Santa Bárbara de la catedral de Málaga.